# Advanced Nitrox Diver
Potápěčský kurz Advanced Nitrox Diver je pokročilou obdobou základního kurzu Basic Nitrox Diver.
Tento kurz je určen především kvalifikovaným potápěčům, kteří mají zájem se potápět s EAN22 - EAN40 a zároveň pro dekompresi používají EAN50. V rámci tohoto kurzu dostane potápěč veškeré praktické dovednosti a také teoretické znalosti ohledně ponorů s Nitroxem včetně Nixtroxové dekomprese.

## Průběh kurzu
Tento kurz z rodiny IANTD je rozdělen na 7 modulů
- Obecný úvod do potápění pro pokročilé s EANx
- Fyzika plynů
- Fyziologie EANx potápění
- Nauka o výstroji a výzbroji
- Správné plánování EANx sestupů
- Jak postupovat při potenciálních úrazech (při potápění)

## Výukové materiály
Pro úspěšné dokončení kurzu je vhodné využít dostupných teoretických materiálů, které poskytuje IANTD
- IANTD Advanced NItrox Diver manuál (dostupný v českém jazyce)
- Potápěčské tabulky IANTD - EAN26 - EAN50

## Výstupy kurz
V případě úspěšného absolvování kurzu Advanced Nitrox Diver obdrží účastníci mezinárodní osvědčení, které je platné po celém světě.
Toto osvědčení je vhodné pro sportovní i technické potápěče.

## Další kurzy
- Open Water Diver
- Advanced Open Water Diver
- Basic Nitrox Diver
- Rescue Diver
- Deep Air Diver
- Divemaster